# ISO 3166-2:SG
ISO 3166-2:SG – kody ISO 3166-2 dla Singapuru.
Kody ISO 3166-2 to część standardu ISO 3166 publikowanego przez Międzynarodowa Organizację Normalizacyjną. Kody te są przypisywane głównym jednostkom podziału administracyjnego, takim jak np. województwa czy stany, każdego kraju posiadające kod w standardzie ISO 3166-1.
Aktualnie (2017) dla Singapuru zdefiniowano kody dla 5 regionów.
Pierwsza część oznaczenia to kod Singapuru zgodnie z ISO 3166-1, natomiast druga część oznaczenia znajdująca się po myślniku to dwucyfrowy kod jednostki administracyjnej.

## Kody ISO
| Kod ISO | Nazwa jednostki administracyjnej | Rodzaj jednostki administracyjnej |
| ------- | -------------------------------- | --------------------------------- |
| SG-01   | Centralny                        | region                            |
| SG-02   | Północno-Wschodni                | region                            |
| SG-03   | Północno-Zachodni                | region                            |
| SG-04   | Południowo-Wschodni              | region                            |
| SG-05   | Południowo-Zachodni              | region                            |